# Герб Ляэнемаа
Герб Ляэнемаа — официальный символ уезда Ляэнемаа, одного из уездов Эстонии. Впервые принят в 1937 году, повторно — в 1996 году.

## Описание
В червлёном поле серебряный орёл с распростёртыми крыльями, клюв и лапы золотые, и узким нимбом того же металла вокруг головы. 

## История
Орёл на гербе уезда берёт своё начало с герба Эзель-Викского епископства (лат. Ecclesia Osiliensis, нем. Bistum Oesel). В гербе епископства изображался символ Иоанна Богослова — орёл с нимбом, держащий ленту с первыми словами из Евангелия от Иоанна на латыни —  «In principio erat Verbum» («В начале было Слово»). 
В 1919 году в независимой Эстонии был создан Ляэнеский (Западный) уезд (Laane maakond, Laanemaa – Западная земля). Герб уезда был создан художником Гюнтером Рейндорффом и принят 5 февраля 1937 года. 11 октября 1996 года Государственная канцелярия Эстонии зарегистрировала герб современного Ляэнеского уезда, которым стал герб образца 1937 года.